# Anthrencya lebisi
Anthrencya lebisi är en skalbaggsart som beskrevs av Dewailly 1950. Anthrencya lebisi ingår i släktet Anthrencya och familjen Melolonthidae. Inga underarter finns listade i Catalogue of Life.